# Charles Gazan
Pour les articles homonymes, voir Gazan.
Charles Gazan est un homme politique français né le 12 janvier 1774 à Évreux (Eure) et mort le 27 mai 1861 à Huest (Eure).

## Biographie
Propriétaire, il est conseiller de préfecture sous la Restauration. Il est député de l'Eure de 1820 à 1830, siégeant avec les royalistes indépendants mais soutenant périodiquement les ministères. Il est également conseiller général et maire d'Aviron.
Il est président de la Société libre d'agriculture, sciences, arts et belles-lettres de l'Eure.

## Sources
- « Charles Gazan », dans Adolphe Robert et Gaston Cougny, Dictionnaire des parlementaires français, Edgar Bourloton, 1889-1891 [détail de l’édition]